# Aldo Bernardini (giurista)
Aldo Bernardini (Roma, 20 maggio 1935 – Roma, 7 aprile 2020) è stato un giurista e politico italiano.

## Biografia
Aldo Bernardini si laurea nel 1958 in Giurisprudenza presso la Sapienza di Roma con 110 e lode e dignità di stampa, realizzando una tesi in diritto internazionale. Riceve a seguito della laurea il Premio Balboni per seguire un corso di specializzazione presso l'Accademia del diritto internazionale a L'Aia.
Diviene successivamente dapprima assistente volontario e quindi di ruolo di diritto internazionale presso la Facoltà di Giurisprudenza della Sapienza. Nel 1968 vince il concorso a cattedra di diritto internazionale presso l’Università di Bari. Il 1º novembre 1969 si trasferisce alla Facoltà di Scienza Politiche presso la sede di Teramo dell'Università di Chieti, di cui diventa professore ordinario e preside di facoltà dal 1972 al 1979.
Nel 1979 diventa rettore dell'Università di Chieti, carica che manterrà per due mandati, fino al 1985. Al termine del secondo mandato decide di dedicarsi interamente alla ricerca e alla didattica. Dal 1993 è docente di diritto internazionale presso l'Università di Teramo.
È stato autore di numerose pubblicazioni su problematiche di teoria generale e su questioni concrete. Ha fatto parte del comitato scientifico o di direzione delle riviste I diritti dell’uomo, cronache e battaglie (Unione Forense per la Tutela dei Diritti Umani), Rivista della Cooperazione Giuridica Internazionale (Aracne Editrice) e Teoria del diritto e dello Stato (Aracne Editrice). Durante la sua carriera accademica ha partecipato inoltre a convegni e conferenze presso diverse università estere, tra cui a Parigi, Berlino Est, Pyongyang, Belgrado, Mosca, Tripoli e Baghdad (Mustansiriyya).
È stato designato dal governo jugoslavo come osservatore alle elezioni del 2000. È stato componente del Comitato Internazionale per la Difesa di Slobodan Milošević. Il 20 ottobre 2006 è tra gli ospiti del FestivalStoria, dove relaziona sulla Jugoslavia e sul caso Milošević.
Impegnato anche politicamente, aderisce il 25 giugno 2011 a Comunisti - Sinistra Popolare, che nel 2014 assumerà il nome di Partito Comunista. Proprio con il PC, del cui Comitato Centrale è membro dal 2011, si candida a Roma per le elezioni comunali del 2016 all'Assemblea Capitolina e alla presidenza del Municipio XII.

## Opere

### Monografie
- Valore attuale dell'accettazione della giurisdizione della Corte permanente di giustizia internazionale, Giuffrè Editore, Milano, 1960
- La reciprocità rispetto agli atti esecutivi e cautelari contro Stati esteri, Giuffrè Editore, Milano, 1960
- Sulla richiesta di informazioni circa il diritto straniero, Giuffrè Editore, Milano, 1961
- Trasferimento alla Corte internazionale di giustizia della giurisdizione convenzionale della Corte permanente, Giuffrè Editore, Milano, 1961
- Produzione di norme giuridiche mediante rinvio, Giuffrè Editore, Milano, 1966
- Filiazione: diritto internazionale privato italiano, Giuffrè Editore, Milano, 1967
- Ordine di Malta e diritto internazionale, Giuffrè Editore, Milano, 1967
- I popoli in lotta per la liberazione nazionale quali nuovi soggetti del diritto internazionale, Iter Edizioni, Roma, 1970
- Convenzione sulle missioni speciali, CEDAM, Padova, 1970
- Formazione delle norme internazionali e adattamento del diritto interno, Libreria dell'Università, Pescara, 1973
- La questione tedesca nel diritto internazionale, CEDAM, Padova, 1973
- Comitati tecnici e autonomia universitaria, Istituto giuridico della Facoltà di scienze politiche della libera Università abruzzese degli studi G. D'Annunzio, Teramo, 1977
- La sovranità popolare violata nei processi normativi internazionali ed europei, Editoriale Scientifica, Napoli, 1997
- Autodeterminazione e sovranità: un ragionamento critico, Università degli Studi, Teramo, 2000
- ONU non deviata o NATO (e oltre): diritto o forza, Università degli Studi, Teramo, 2002
- La Jugoslavia assassinata, Editoriale Scientifica, Napoli, 2005
- Questione Iraq - Kuwait

### Saggi
- Voce Diritto internazionale in Enciclopedia Feltrinelli – Fischer
- Patto di stabilità e crescita nell’Unione europea, procedimenti normativi ed internazionali sub convenzionali
- Costituzione italiana in Studi Capotorti
- Dalla prerogativa regia alla prerogativa governativa in Studi G. Arangio – Ruiz
- Ego te baptizo carpam: realtà e mistificazione giuridica nella perdurante guerra di aggressione all’Iraq
- Il terrorismo, quale terrorismo?
- Consiglio di sicurezza delle Nazioni Unite (relazione introduttiva al Convegno di studio dell’Università di Ferrara del 12-13 dicembre 2008)

### Articoli su riviste
- I diritti dell’uomo, cronache e battaglie (Comitato scientifico), Unione Forense per la Tutela dei Diritti Umani
- Rivista della Cooperazione Giuridica Internazionale (Comitato di direzione), Aracne Editrice
- Teoria del diritto e dello Stato (Comitato di direzione), Aracne Editrice